# Dmitrij Ždanov
Dmitrij Ždanov (in russo Дмитрий Жданов?; trasl. angl.: Dimitri Zhdanov; Leningrado, 14 ottobre 1969) è un ex ciclista su strada e pistard russo, di nazionalità sovietica fino al 1991, professionista dal 1991 al 1994.

## Carriera
Ottimo dilettante, fece parte per un lungo periodo del giro della nazionale sovietica, rimanendo pertanto dilettante ma avendo la possibilità di partecipare anche a corse tra professionisti.
Passato professionista nel 1991 dopo la dissoluzione dell'Unione Sovietica prese parte a quattro edizioni del Tour de France portandole tutte a termine ed all'edizione del 1993 dei Campionati del mondo di ciclismo su strada corsi ad Oslo.
Fra i suoi piazzamenti figurano il quinto posto al Grand Prix Pino Cerami nel 1991, il secondo posto al Grand Prix de Fourmies ed il quinto al Giro del Piemonte nel 1993 nelle corse in linea ed il settimo posto nella classifica generale del Tour de Suisse 1993 per quanto concerne quelle a tappe.
In alcuni casi il suo nome è scritto Dmitrij Ždanov, Dimitri Zdanov.

## Palmares

### Strada
- 1988 (URSS National Team, sette vittorie)

1ª tappa Volta Ciclista Internacional a Lleida
2ª tappa Volta Ciclista Internacional a Lleida
3ª tappa Volta Ciclista Internacional a Lleida
Classifica generale Volta Ciclista Internacional a Lleida
Classifica generale Circuit des Ardennes
Classifica generale Vuelta Ciclista a Navarra
1ª tappa, 1ª semitappa Vuelta al Táchira (San Cristóbal > Santa Maria del Caparo)
- 1989 (URSS National Team, due vittorie)

Coppa Mobilio Ponsacco (cronometro)
5ª tappa, 2ª semitappa Circuit Franco-Belge (Lys-lès-Lannoy, cronometro)
- 1990 (URSS National Team, nove vittorie)

4ª tappa, 1ª semitappa Circuit de la Sarthe (Coulaines > Neuville-sur-Sarthe, cronometro)
Classifica generale Circuit de la Sarthe
5ª tappa, 1ª semitappa Postgirot Open (cronometro)
Classifica generale Postgirot Open
3ª tappa, 2ª semitappa Tour de Normandie
Classifica generale Tour de Normandie
3ª tappa Redlands Bicycle Classic
Classifica generale Redlands Bicycle Classic
11ª tappa Ruta Ciclista Mexico
- 1992 (Panasonic, una vittoria)

Trofeo Pantalica
- 1993 (Novemail-Histor, una vittoria)

Tour de Vendée

#### Altri successi
- 1990 (URSS National Team, due vittorie)

Classifica giovani Tour de Trump
3ª tappa, 1ª semitappa Tour de Normandie (cronosquadre)
- 1992 (Panasonic, una vittoria)

4ª tappa Tour de France (Libourne > Libourne, cronosquadre)

### Pista
- 1987 (Juniors, una vittoria)

Campionati del mondo, Inseguimento a squadre Juniors (con Vadim Kravčenko, Michail Orlov e Valerij Baturo)
- 1990 (Dilettanti, una vittoria)

Campionati sovietici, Inseguimento a squadre Dilettanti (con Evgenij Berzin, Michail Orlov e Dmitrij Neljubin)

## Piazzamenti

### Grandi Giri
- Tour de France

1991: 86º
1992: 38º
1993: 39º
1994: 72º

### Classiche monumento
- Milano-Sanremo

1994: 100º
- Giro delle Fiandre

1993: 73º
- Liegi-Bastogne-Liegi

1992: 50º
1993: 95º
1994: 73º
- Giro di Lombardia

1991: 63º
1992: 61º
1993: 58º

### Competizioni mondiali
- Campionati del mondo su strada

Oslo 1993 - In linea: ?
- Campionati del mondo su pista

Bergamo 1987 - Inseguimento a squadre juniores: vincitore